# Acalypha linearifolia
Acalypha linearifolia är en törelväxtart som beskrevs av Jacques Désiré Leandri. Acalypha linearifolia ingår i släktet akalyfor, och familjen törelväxter. Inga underarter finns listade i Catalogue of Life.